# Otto Silfverbrand
Otto Theodor Silfverbrand (i riksdagen kallad Silfverbrand i Gällivare), född 22 april 1880 i Morjärv i Nederkalix församling, död 20 april 1954 i Lindesberg, var en svensk tjänsteman och politiker (högerpartiet).
Silfverbrand var son till Frithiof Silfverbrand, som var flottningsinspektor i Morjärv, och dennes hustru Amalia Hjerpe. Han bosatte sig i Gällivare, där han hade anställning som kassör.
Silfverbrand var riksdagsledamot i andra kammaren för Norrbottens läns valkrets 1937–1940.